# Očna rozacea
Očna rozacea ili oftalmička rozacea je bolest povezana sa čestim zapaljenskim promenama koje zahvataju kožu lica i grudi. Tačan uzrok rozacee nije poznat, ali se ovo stanje može povezati sa naslednim predispozicijama i faktorima sredinee, poput prevelikog izlaganja suncu i hladnoći. Iako se bolest javlja češće kod žena, ona ima lakšu formi, dok kod muškarca bolest ima veću verovatnoću da se razvije u ozbiljniju formu bolesti.

## Definicija rozacee
Rozacea je hronično oboljenje koje zahvata konveksitete lica, a glavne karakteristike ovog oboljenja jesu papule, papulopustule i telangiektazije na eritematoznoj osnovi u centralnim delovima lica. Kasnije dolazi do hiperplazije vezivnog tkiva sa proširenjem sebacealnih žlezda.

## Istorija
Rozaceu je prvi detaljno opisao engleski dermatolog, Robert Willian (1757 – 1812). ali je taj opis objavljen nakon godinu dana od njegove smrti, u publikaciji o klasifikaciji kožnih bolesti 1813. godine, pod nazivom „acne rosacea“ . Tako je na osnovu ovog opisa rozacea uveden u medicinsku literaturu, kao dermatoza koja se razlikuje u odnosu na vulgarne akne, ali ipak deli neke sličnosti sa tim poremećajem. Willian je izabrao pojam „acne rosacea“ kako bi opisao sličnost sa aknama, ali takođe i da naglasi druge karakteristike ovog poremećaja (upečatljiv crveni izgled lica koji se po izgkledu razlikuje od vulgarnih akni).
Ovu razliku je dodatno razgraničio Erasmus Wilson (1809 — 1884), 1842 godine kada je predložio teoriju o zajedničkom patogenetskom procesu za akne rosacee i akne vulgaris. U to vreme akne rosacea su smatrane za stanje kože koje je veoma blisko povezano sa aknama vulgaris, i njihovom kliničkom slikom i patogenezom. U prilog ovog razmišljanja, veliki francuski dermatolog Jean-Louis Alibert (1768 - 1837) naveo je obdukcijsku studiju njegovog kolege Alphonse Devergie (1798 – 1879) iz bolnice Saint Louis u Parizu. Ovaj dermatolog je izneo podatke o patološkim promenama kod pacijenata sa „gutatnom rozaceom“ i to da kod rozacee patogenetski proces zahvata sebacealne žlezde. Alibert je proučavajući bolest, rozaceu svrstao u grupu dermatoza sa patološkim promena u lojnim žlezdama (koja uključuje i akne vulgaris). 

Početkom 20. veka, Radcliff-Crocker (1845 – 1909) i neki drugi engleski dermatolozi izneli su stav da je pojam „acne rosacea“, za rozaceu neprikladan, na osnovu činjenici 
da crvenilo kod rozacee nije posledica inflamacije pilosebacealnih žlezda ili njihovih folikula, već najverovatnije abnormalne dilatacije krvnih sudova lica. Na osnovu ovog stava oni su preporučili da se prefiks „acne“ izostavi i da se ovo stanje označava jednostavno samo kao „rosacea“, kako bi se nedvosmisleno označilo da je ovaj poremećaj u svakom slučaju drugačiji u odnosu na akne vulgaris.
 U tom smislu oni su verovatno prepoznali i podtipove koje mi sada poznajemo kao eritemotelangiektatičnu rozaceu (ETTR), očnu rozaceu i neke druge forma, kao i činjenicu da se mnogi pacijenti sa rozaceom žale na intoleranciju na toplotu i imaju tendenciju ka flushing-u. 
Radcliff-Crocker i njegove kolege smatrali su da rozacea nastaje zbog hiperreaktivnosti krvnih sudova što se manifestuje flushing-om. Zapravo mislili su da je ponavljajuća dilatacija krvnih sudova lica u početku praćena konstrikcijom, a da kasnije dolazi do trajnog proširenja krvnih sudova sa posledičnom hroničnom kongestijom (telangiektazije). Oni su pretpostavljali da se proces širi i na zidove krvnih sudova što usporava protokom krvi i da tako tečnost dospeva u perivaskularno tkivo derma. Tako dospela tečnost izaziva reaktivnu inflamaciju u koži oko krvnih sudova, što dovodi do lezija kod papulopustularne rozacee (PPR). Oni su zapravo smatrali da je stanje hronične kongestije (PR) zapravo „zadnji stadijum rozacee“.

## Epidemiologija
Pojava rozacee na očima nije neobičajena pojava, mada nema preciznih podataka o tome koliko bolesnika sa rozaceom može ima problema sa očima ili očnim kapcima kada im se dijagnostikuje ova kožna bolest.
I dok se sama rozacea javlja u 1 do 10% ukupne populacije, neke studije su pokazale da bi broj obolelih od rozacee koji imaju simptome na očima mogao biti veći da se kreću do 60%. Štaviše kod 20% pacijenata sa rozaceom, nalaz na očima može biti prva manifestacija kod nekih pacijenata, a pre pojave kožnih manifestacija.
Skorije studije pokazale su da se kod 6 do18% pacijenata sa dijagnozom „acne rosacea“ (koja je naziv dobila zbog svoje sličnosti sa aknama) očni simptomi, su zapravo jedna od najčešćih ekstrakutanih manifestacija rozace koji se javljaju u 6 do 50% pacijenata sa rozaceom.

## Klinička slika
Kliničkom slikom očna rozacee, dominiraju ovi sim ptomi i znaci:
- crvenilo očiju praćeno osjećajem bockanja
- crvenila lica i očnih kapaka
- papularne i pustulozne bubuljice
- sitni krvni sudovi
- kod muškaraca dolazi do povećanja vezivnog tkiva u koži što rezultuje povećanim, kvrgavim nosom (rinofima)
- oticanje lica
- suve oči
- kouktivitis i blefaritis
- u težim slučajevima ulkus (čir) rožnjače.[8][9]

## Dijagnoza
Dijagnoza se postavlja na osnovu anamenze, istorije bolesti, objektivnog pregleda i kliničkih dermatoloških nalaza. Laboratorijske studije nisu indicirane. U slučajevima neovaskularizacije i atipične prezentacije treba isključiti očnu neoplaziju.

## Diferencijalna dijagnoza
U diferencijalnoj dijagnostici treba imati u vodu sledeće bolesti:
| - Adultni blefaritis - Alergijski kounktivitis - Atopijski dermatitis u urgentnoj medicini - Atopijski keratokounktivitis - Bakterijski kounktivitis (crno ili plavo oko) - Bakterijski keratitis - Centralnu sterilna ulceracija rožnjače | - Halacion - Hlamidiju (hlamidijom izazvanu genitourinarnu infekciju) - Kornealni ulkus - Suvo oko (Keratokounktivitis sika) - Episcleritis - Rekurentna erozija rožnjače - Virusni kounktivitis. |

## Terapija
Lečenje rozacee zahteva motivisanog pacijenta spremnog da posveti vreme koje je potrebno da se ovo stanje stavi pod kontrolu. terapija očna rozacea, obično se sastoji od higijene kapaka sa svakodnevnim ispiranjem. To se može sprovesti navlaženim štapićima za oči kojima se uklanjanju eventualne stvorene naslag masnih izlučevina, i oštećene kože.
Neki oftalmolozi preporučuju čišćenje sa razblaženim bebi šamponom, dok drugi veruju da je najbolje koristiti samo čistu vodu. Često se preporučuju i antibiotici u kombinaciji sa steroidnim masti u različitim periodima trajanja, u zavisnosti od odgovora na tretman. Kao jedan od uspešnijih lekova pokazao se tetraciklini, ne samo zbog svog antibiotičkog svojstva, već i zato što smanjuje viskoznost prirodnog sekreta i time smanjuje začepljenje lojnih žlezda do kog dolazi kod ove bolesti.

## Literatura
- Bhargava R, Chandra M, Bansal U, Singh D, Ranjan S, Sharma S (2016). „A Randomized Controlled Trial of Omega 3 Fatty Acids in Rosacea Patients with Dry Eye Symptoms”. Curr Eye Res. 41 (10): 1274—1280. PMID 27050028. doi:10.3109/02713683.2015.1122810.
- Ghanem, V. C.; Mehra, N; Wong, S.; Mannis, M. J. (2003). „The prevalence of ocular signs in acne rosacea: comparing patients from ophthalmology and dermatology clinics”. Cornea. 22 (3): 230—3. PMID 12658088. doi:10.1097/00003226-200304000-00009.
- Schaller M, Almeida LM, Bewley A, Cribier B, Dlova NC, Kautz G, Mannis M, Oon HH, Rajagopalan M, Steinhoff M, Thiboutot D, Troielli P, Webster G, Wu Y, van Zuuren E, Tan J (2017). „Rosacea treatment update: recommendations from the global ROSacea COnsensus (ROSCO) panel”. Br J Dermatol. 176 (2): 465—471. PMID 27861741. doi:10.1111/bjd.15173.
- Sobolewska B, Doycheva D, Deuter C, Pfeffer I, Schaller M, Zierhut M (2014). „Treatment of ocular rosacea with once-daily low-dose doxycycline”. Cornea. 33 (3): 257—60. PMID 24452213. doi:10.1097/ICO.0000000000000051.
- Stone, D. U.; Chodosh, J. (2004). „Oral tetracyclines for ocular rosacea: an evidence-based review of the literature”. Cornea. 23 (1): 106—9. PMID 14701969. doi:10.1097/00003226-200401000-00020.
- Tan J, Almeida LM, Bewley A, Cribier B, Dlova NC, Gallo R, Kautz G, Mannis M, Oon HH, Rajagopalan M, Steinhoff M, Thiboutot D, Troielli P, Webster G, Wu Y, van Zuuren EJ, Schaller M (2017). „Updating the diagnosis, classification and assessment of rosacea: recommendations from the global ROSacea COnsensus (ROSCO) panel”. Br J Dermatol. 176 (2): 431—438. PMID 27718519. doi:10.1111/bjd.15122.
- Vieira, A. C.; Mannis, M. J. (2013). „Ocular rosacea: common and commonly missed”. J Am Acad Dermatol. 69 (6): S36—S41. PMID 24229635. doi:10.1016/j.jaad.2013.04.042.(6 Suppl 1):S36-41
- van Zuuren EJ, Fedorowicz Z, Carter B, van der Linden MM, Charland L (2015). „Interventions for rosacea”. Cochrane Database Syst Rev. 4.:CD003262

## Spoljašnje veze
- Ocular Rosacea — emedicine.medscape.com (језик: енглески)

|  | Molimo Vas, obratite pažnju na važno upozorenje u vezi sa temama iz oblasti medicine (zdravlja). |